# 蒋青
蒋青，吉林大学教授，研究方向为纳米材料热/动力学，欧盟科学院院士、英国皇家物理学会会士、中华人民共和国教育部第四批"长江学者"特聘教授，早年曾就读于吉林工业大学材料科学与工程系。